# Nicolas Hartman

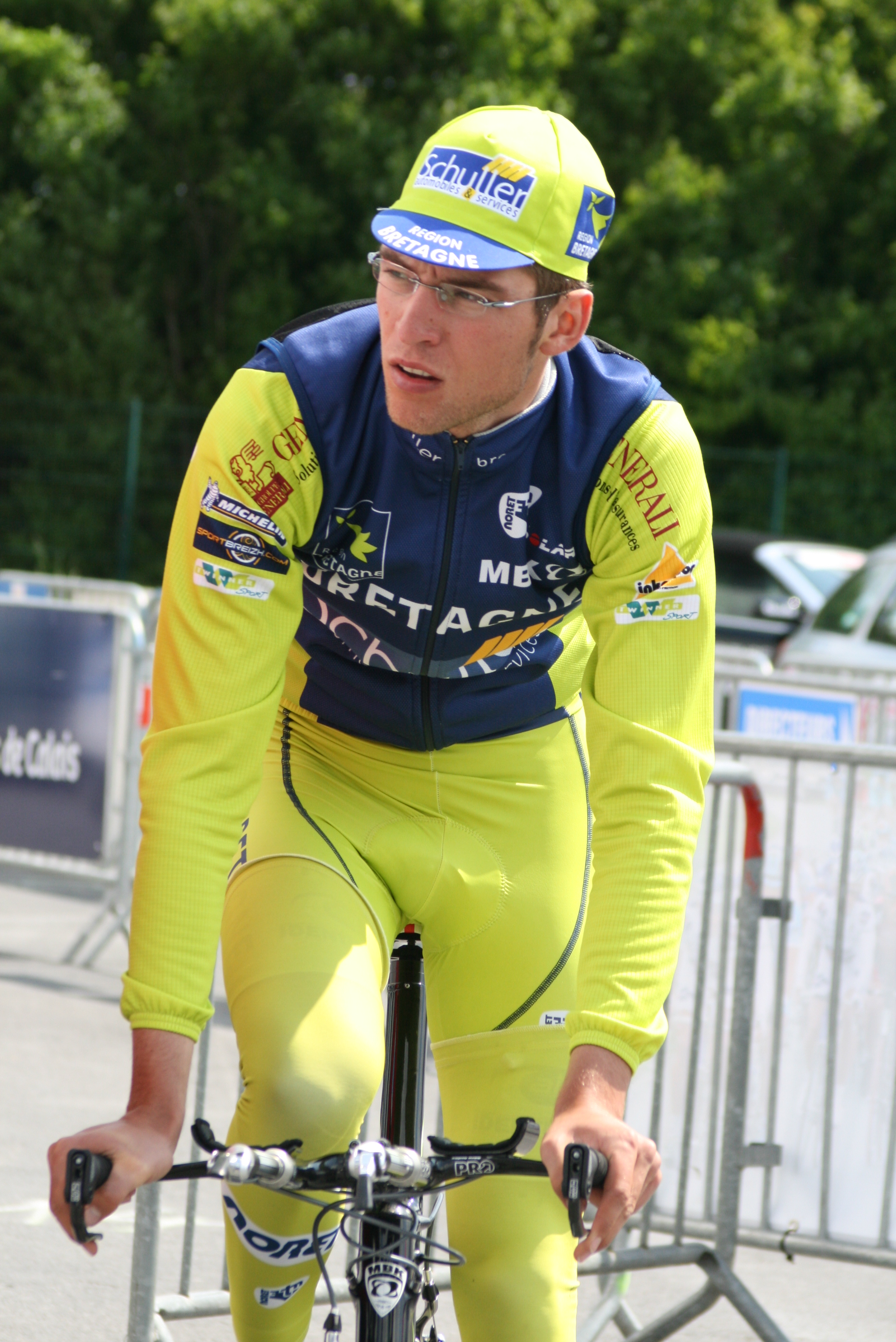
Nicolas Hartman bei den Vier Tagen von Dünkirchen 2009

Nicolas Hartman (* 3. März 1985 in Altkirch) ist ein ehemaliger französischer Radrennfahrer.

## Karriere
Hartman fuhr Ende der Saisons 2005 und 2006 bei dem französischen Radsportteam Cofidis als Stagiaire und erhielt 2007 dort einen Profivertrag. Für die französische Nationalmannschaft gewann er eine Etappe des UCI-Nations’-Cup-U23-Rennens Tour de l’Avenir 2007. Er bestritt den Giro d’Italia 2008 und beendete diese Grand Tour als 127. der Gesamtwertung. Hartman beendete seine internationale Karriere nach Ablauf der Saison 2009 bei Bretagne-Schuller.

## Erfolge
2007
- eine Etappe Tour de l’Avenir

## Teams
- 2005 Cofidis (Stagiaire)
- 2006 Cofidis (Stagiaire)
- 2007 Cofidis
- 2008 Cofidis
- 2009 Bretagne-Schuller